# 千早隆子
千早 隆子（ちはや たかこ、1910年1月18日 - 1973年）は、日本の女優。東京市赤坂区田町（現：東京都港区）出身。赤坂仲之町高小卒。
東亜キネマ、松竹、マキノ・プロダクション、日活を経て新国劇、さち子プロに所属していた。
本名は滝沢 昇子。旧芸名は浅間 昇子。

## 出演作品

### 映画
- 1926年 讐討乙女椿（東亜キネマ）
- 1927年 独眼（東亜キネマ）
- 1927年 葵の五郎蔵（東亜キネマ）
- 1927年 神崎与五郎（東亜キネマ）
- 1927年 王政復古 前篇（東亜京都）
- 1927年 猿の伝次（東亜京都）
- 1927年 剣侠受難（東亜キネマ）- お京
- 1928年 狂恋呪文 - 主演
- 1928年 業平文次（東亜京都）
- 1928年 権八色懺悔（東亜京都）
- 1928年 新版大岡政談（東亜キネマ）- 当り矢お艶
  - 新版大岡政談 前篇 鈴川源十郎の巻
  - 新版大岡政談 中篇
  - 新版大岡政談 後篇
- 1928年 小判因果（東亜京都）
- 1928年 新版牡丹燈籠（東亜京都）- お露
- 1928年 雲井竜雄 前篇・後篇（東亜京都）
- 1928年 狂恋呪門 前篇・後篇（東亜京都）
- 1929年 武骨者（東亜京都）
- 1929年 地獄街道（松竹キネマ）
- 1929年 明暗（松竹キネマ）
- 1929年 刀痕（松竹キネマ）
- 1929年 仇討ばやり（松竹キネマ）
- 1929年 媚びを売る街（松竹キネマ）
- 1929年 お小姓絵巻（松竹キネマ）
- 1929年 箕輪心中（松竹キネマ）- お縫
- 1929年 無言詣（松竹キネマ）
- 1929年 妖魔綺譚（松竹キネマ）- 庄屋の娘
- 1929年 かるめん（松竹キネマ）
- 1930年 森蘭丸（松竹キネマ）
- 1930年 祇園小唄絵日傘 第二話 狸大尽（マキノ・プロダクション）- 光雲太夫
- 1930年 無明道（松竹キネマ）
- 1930年 本朝野士縁起 第一篇 （マキノ・プロダクション）
- 1930年 光を求めて（マキノ・プロダクション）
- 1930年 木屋町夜話 鴨川小唄 （マキノ・プロダクション）
- 1930年 嬰児殺し（マキノ・プロダクション）
- 1930年 琵琶湖シャンソン（マキノ・プロダクション）
- 1930年 アイスクリーム（マキノ・プロダクション）
- 1930年 膝栗下木曽街道（マキノ・プロダクション）
- 1930年 潜行戦線（マキノ・プロダクション）
- 1930年 こんな奴を警戒しろ（マキノ・プロダクション）
- 1931年 呑気放亭（マキノ・プロダクション）
- 1931年 大学の鉄腕児（マキノ・プロダクション）
- 1931年 天の邪魔（マキノ・プロダクション）
- 1931年 血ろくろ伝記 前篇（マキノ・プロダクション）- おてる
- 1931年 石川五衛門（日活撮影所）
- 1931年 母の秘密（東活映画社）
- 1932年 大江戸評判記（東活映画社）
- 1932年 戦線黎明の号破（東活映画社）
- 1932年 凱旋（東活映画社）
- 1932年 忠臣蔵家九郎（東活映画社）
- 1932年 砂漠の真珠（東活映画社）
- 1932年 名金（東活映画社）
  - 名金 第二篇
- 1932年 母の秘密（東活映画社）
- 1932年 元禄染曾我兄弟（東活映画社）
- 1933年 決戦高田の馬場 （太秦発声映画）- お金
- 1933年 血戦千穂川（護国映画）
- 1934年 旅烏お妻やくざ（太秦発声映画）
- 1949年 のど自慢狂時代（大映）- ぬい子
- 1949年 わが子ゆえに（1949年、大映）- おたみ
- 1949年 花嫁と乱入者（1949年、東横映画）- 焼とりやの女将
- 1954年 国定忠治（日活）- おりき
- 1955年 六人の暗殺者（日活）- きく
- 1955年 王将一代（新東宝）- お幸
- 王道（公開年不明）
- 太閤記 藤吉郎とその母（公開年不明）- こひ

### テレビドラマ
- 新国劇アワー
  - 1959年 うぐいす 前編・後編（KR）
  - 1959年 越後獅子祭（KR）
  - 1959年 森の石松（KR）
  - 1959年 丸橋忠弥 前編・後編（KR）
  - 1961年 六人の暗殺者（CX）
- 1970年 女殺し屋 花笠お竜（12ch／国際放映）
  - 第20話「宿場に咲いた母恋しぐれ」
- 1970年 鬼平犯科帳 (松本幸四郎)（NET／東宝）
  - 第47話「運の矢」- おかみ
- 1970年 プレイガール（12ch／東映）
  - 第83話「ぼん太の田舎っぺ残侠伝」
- 1971年 仮面ライダー（MBS／東映）
  - 第11話「吸血怪人ゲバコンドル」- 教会の老婆
- 1971年 特別機動捜査隊（NET／東映）
  - 第508話「狂った夏」- 主婦

### 舞台
- 1916年 鏡山うその世の中（帝国劇場）
- 1970年 振袖御殿（明治座）- 繁山
- 出家とその弟子